# اینا دروسووا
اینا نیکولاییونا دروسووا (اوکراینی: Інна Миколаївна Дерусова)(۵ ژوئیه ۱۹۷۰ – ۲۶ فوریه ۲۰۲۲) یک پزشک نظامی اوکراینی بود که نخستین زنی شد که پس از مرگ، عنوان قهرمان اوکراین را دریافت کرد.

## زندگی غیرنظامی
دروسووا در ۵ ژوئیه ۱۹۷۰ به دنیا آمد. او در کریفیی ریه زندگی می‌کرد و در زندگی غیرنظامی یک پرستار بود.

## خدمت نظامی
در سال ۲۰۱۴، در آغاز جنگ در دونباس (۲۰۱۴–۲۰۲۲), برادر دروسووا داوطلبانه به گردان ۴۰ دفاع سرزمینی «کریوباس» پیوست. دروسووا در سال ۲۰۱۵ به نیروهای مسلح اوکراین ملحق شد و به عنوان پزشک رزمی در تیپ ۵۸ مستقل پیاده‌نظام موتوری اوکراین خدمت کرد. او نام مستعار بنفشه (روسی: Фиалка، برگرفته از گل کوچک) را داشت، زیرا در ابتدا تنها زن تیپ بود. او گروهبان بود. او وظایف متعددی بر عهده داشت و به عنوان رئیس خدمات پزشکی، مرکز پزشکی و مربی پزشکی فعالیت می‌کرد. بسیاری از پزشکان غیرنظامی تحت آموزش او قرار گرفتند و در عرض چند هفته به پزشکان رزمی تبدیل شدند.
در سال ۲۰۱۶، پسرش، ساشا، که در زندگی غیرنظامی هنرمند خالکوبی بود، به واحد مادرش پیوست و به عنوان خمپاره‌انداز خدمت کرد. او زمانی که پسرش در اواخر ۲۰۲۱ ازدواج کرد، بسیار خوشحال شد.
در سال ۲۰۱۸، دروسووا در دانشگاه ملی تربیت معلم ولودیمیر هناتیوک ترنوپیل برای تحصیل در کار اجتماعی ثبت‌نام کرد تا به شیوه‌ای دیگر به نظامیان کمک کند. او به‌طور منظم برای سخنرانی دربارهٔ جنگ دعوت می‌شد. او در سال ۲۰۲۰ با پایان‌نامه‌ای تحت عنوان «ویژگی‌های توان‌بخشی جامع شرکت‌کنندگان در عملیات ضدتروریستی» (روسی: Особенности комплексной реабилитации участников АТО/ООС) فارغ‌التحصیل شد.
در اولین روز، ۲۴ فوریه، از تهاجم ۲۰۲۲ روسیه به اوکراین، دروسووا در حال بازگشت از تعطیلات بود اما در شهر اوختیرکا در شمال شرقی اوکراین توقف کرد تا خدمت کند. گزارش شده است که او ۱۰ سرباز زخمی را نجات داد، اما خود در ۲۶ فوریه، در اثر گلوله‌باران توپخانه‌ای محل استقرارش جان باخت.
در ۱۳ مه ۲۰۲۲، دروسووا در پیاده‌روی مشاهیر در گورستان مرکزی کریفیی ریه به خاک سپرده شد.

## جوایز
در ۱۰ دسامبر ۲۰۲۱، دروسووا نشان مدافع میهن را دریافت کرد.
در ۱۲ مارس ۲۰۲۲، او بالاترین عنوان ملی اوکراین، یعنی قهرمان اوکراین، را همراه با نشان ستاره طلایی دریافت کرد. او نخستین زنی بود که این عنوان را پس از مرگ دریافت کرد.
در ۲۵ مارس ۲۰۲۲، او جایزه «افتخار دانشگاه ملی تربیت معلم ولودیمیر هناتیوک ترنوپیل» را دریافت کرد.
در آوریل ۲۰۲۲، خیابانی در شهر موکاچفو که پیش‌تر به نام زویا کاسمودمیانسکایا، پارتیزان روسی، بود، به افتخار دروسووا تغییر نام یافت.

## شایعه دیدار از بیمارستان

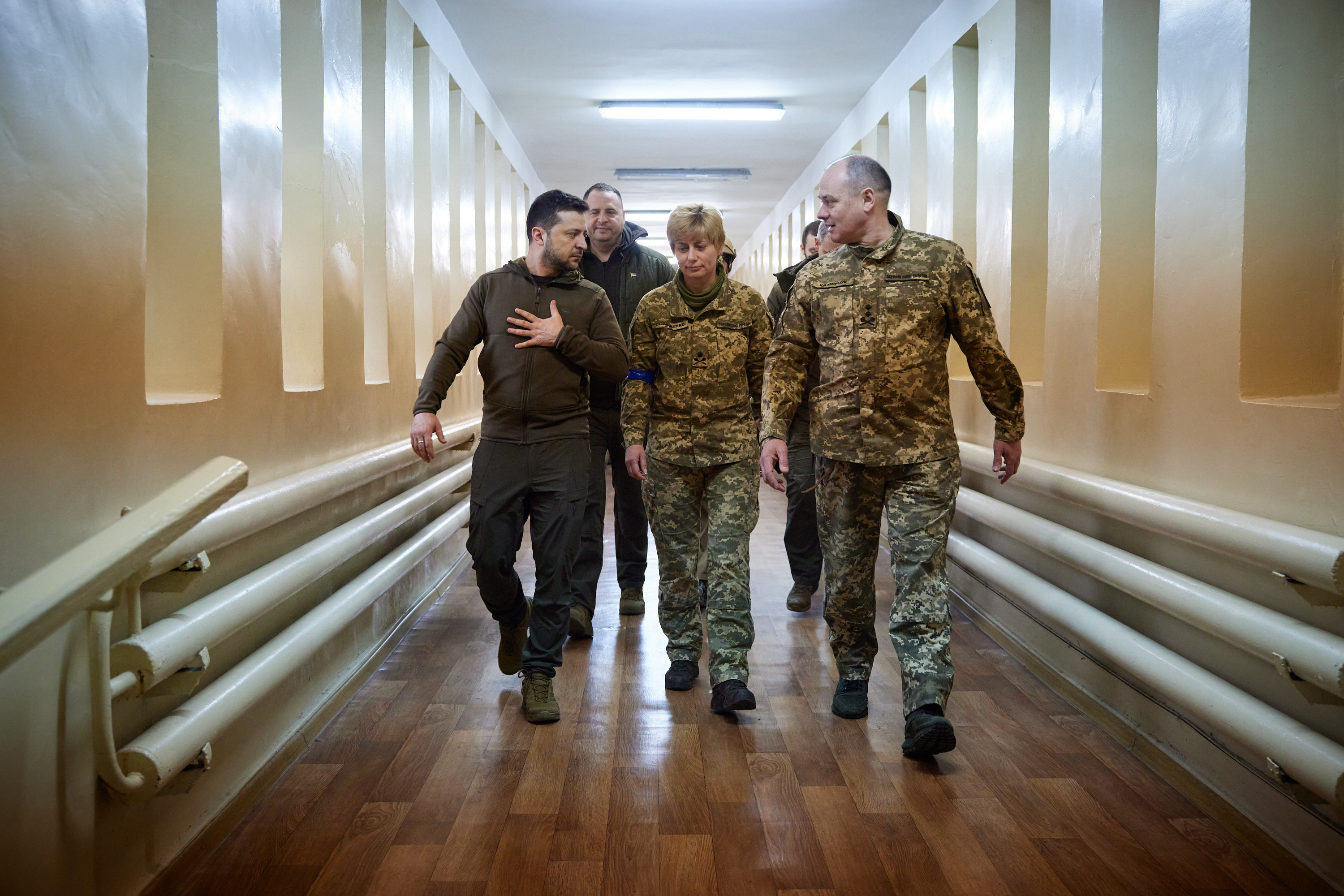
ولودیمیر زلنسکی همراه با تتیانا اوستاشچنکو در حال بازدید از بیمارستان نظامی کی‌یف در مارس ۲۰۲۲

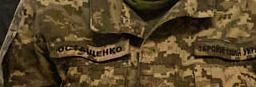
برچسب نام، اوستاشچنکو (ОСТАЩЕНКО)

در ۱۳ مارس ۲۰۲۲، سرویس مطبوعاتی دولت اوکراین عکس‌ها و ویدئویی از بازدید ولودیمیر زلنسکی، رئیس‌جمهور اوکراین، از یک بیمارستان نظامی در کی‌یف منتشر کرد. منابع طرفدار روسیه، از جمله راشا تودی و سیاستمدار ایلیا کیوا، ادعا کردند که تصاویر نشان می‌دهند زلنسکی همراه با دروسووا است که در فوریه کشته شده بود، و این موضوع ثابت می‌کند که این بازدید از پیش ضبط شده یا جعلی بوده است. در واقع، زنی که همراه زلنسکی بود، تتیانا اوستاشچنکو، فرمانده نیروهای پزشکی اوکراین، بود که نام او روی یونیفرمش مشخص بود. این ادعا بخشی از مجموعه ادعاهای جعلی بود که مدعی فرار مقامات اوکراینی از کشور بودند.